# 熱闘12球団ペナントレース
熱闘12球団ペナントレースとは、1984年から1990年までホビージャパン社が販売していたカードゲームである。

## 概要
ゲームの基本的なシステムは1930年代にアメリカのペンシルベニア州ランカスターの野球好きの高校生グループによって考案された「APBA(American Professional Baseball Association)」システムを流用したものである。
コンポーネントは厚紙で表現された野球場とコマ、1チーム30枚×12チーム分のデータカード、2冊の打撃結果表で構成される。各選手は野手・投手としての能力値と打者としての打撃結果表、走者としての走力値によって表現される。

## 野手の能力値
野手の能力値は「ポジション」と「守備力」（例：「外野4」「ショート4」「ファースト3」など）で表現されるが、捕手には肩の強さがプラス5からマイナス5までの修正値として与えられている。これらの個々の守備力や守備力の合計値は、打撃結果をある程度左右する。

## 投手の能力値
投手の能力値は「グレードA」から「グレードE」までの5段階の能力（例外として「A&C」「A&B」というものもあった）と「*」「**」「W」「X」「Y」「Z」「R」の修正値で表現される。例外を除くと最も能力が高いのは「グレードA」である。投手の修正値の意味はそれぞれ以下の通り。「*」と「**」、「W」と「Z」は共存できない。
「*」特定の条件下で相手のホームランを二塁打に変更できる
「**」特定の条件下で二塁打がホームランに変更される
「W」四球が多くなる
「X」三振を取りやすくなる
「Y」三振を取りやすくなる
「Z」四球が減る
「R」先発不可

## 打者としての打撃結果
各選手には1-1から6-6まで、2つの六面体の出目に対応した36の打撃結果値が与えられている。打撃結果は攻撃側プレーヤーが振る2つの6面体の出目と打撃結果値、投手のグレードと修正値、走者の数と配置に対応した打撃結果表を照合することで決定される。

## 打撃結果判定の実際
例えば走者無しで投手がグレードCの修正値無しであるとする。攻撃側プレーヤーが振った6面体の出目が4-4であったとする。すると攻撃側プレーヤーは打撃中の選手のカードの4-4の値を見る。そこに13と書かれていれば、プレーヤーは打撃結果表の「走者無し」のページの「13」の項を参照する。そこには「センター前ヒット」と書かれているので、打撃を行った選手は1塁に進塁することができる。
次の選手の打撃の出目は4-6であった。選手の打撃結果値は「14」である。「走者1塁」の場合の打撃結果値「14」は「グレードC以上は内野ゴロで打者進塁、グレードD以下はシングルヒットで走者1、2塁」とある。このようにして順に打撃結果を判定していく。

## 商品としての「熱闘12球団ペナントレース」
このゲームはまずまずのヒットを記録した。しかしデータ解析の甘さ（実際にこのゲームで130試合のペナントレースを再現すると、元データとなったシーズンの数字よりも遙かに打高投低となる。またリリーフ投手など打席数の極端に少ない選手の打撃データが偏ってしまう。）が常につきまとい、愛好者たちはそれぞれ独自の追加ルールを考案してこの問題を解決しようと試みた。発売元のホビージャパン社も雑誌「タクテクス」誌上で様々な追加ルールを提案。しかし打高投低傾向は解消されず、ついにホビージャパン社は1991年、APBAシステムを独自に改良した「THE BIG野球」の発売に踏み切る。熱闘12球団ペナントレースとの大きな違いは、守備側が先にサイコロを振りどんな球を投げたかを決め、それに対して打者がどういう結果を出すかというゲームになっている。6面サイコロ2個から、守備側20面サイコロ1個と攻撃側20面サイコロを振ることで、各打席ごとの結果が36通りから400通りに細かくなったことにより、投手の能力の差を再現し打高投低傾向の解消がされている。守備側もサイコロを振れることにより、選手の交代以外はすることがなく、熱闘のように見ているだけの状態もなくなった。しかし大幅な変更されたこのゲームは、ルールは良かったもののデータの出来が悪く（91年版で対右、対左の投手と打者の対戦データの差を作ったもののその差は少なく、92年版では逆に差を大きくし過ぎたこともありスイッチヒッター有利、左投手が不利であった）、2年で姿を消した。しかし両ゲーム共に根強い人気を持ち、最新データ版は共にアマチュアによる製作が行われ、問題点も改善されているようである。
一方アメリカの本家APBAは現在に至るまで熱心なファンに支えられている。
先行して発売されていた類似のカードゲームに、タカラから発売されていた12球団ごとのカードゲームがある。これは1チーム30枚の選手カードで写真入りである。